# ГЕС Девін
ГЕС Девін — гідроелектростанція в Болгарії у Південно-центральному регіоні. Входить до складу каскаду на річці Вача (права притока Мариці), знаходячись між ГЕС Тешел (вище по течії) та Цанков Камак.
Відпрацьована на ГЕС Тешел вода надходить до водосховища Тешел на річці Буновска Река. Останнє утворене греблею висотою 30 метрів та довжиною 200 метрів, зведеною трохи вище від злиття Буновської Реки із Чаірдере (внаслідок чого утворюється Вача). Водосховище має об'єм 1,37 млн м3 (корисний об'єм 0,64 млн м3) та припустиме коливання рівня між позначками 851 та 858 метрів над рівнем моря.
Звідси накопичений ресурс подається до машинного залу за допомогою дериваційного тунелю, причому на своєму шляху цей тунель також отримує поповнення за рахунок води із річок Триглав та Мугла (басейн правого витоку Вачі Чаірдере).
Машинний зал ГЕС Девін розташований в долині Вачі у двох кілометрах вище від початку водосховища наступної ГЕС каскаду Цанков Камак. Зал обладнаний двома турбінами типу Френсіс потужністю по 40 МВт, які при напорі у 156 метрів виробляють 145 млн кВт-год електроенергії на рік.